# Cristián III Mauricio de Sajonia-Merseburgo
Cristián III Mauricio de Sajonia-Merseburgo (Merseburgo, 7 de noviembre de 1680 - Merseburgo, 14 de noviembre de 1694) fue un duque de Sajonia-Merseburgo y un miembro de la Casa de Wettin.

## Biografía
Era el hijo mayor del duque Cristián II de Sajonia-Merseburgo y de Edmunda Dorotea de Sajonia-Zeitz.
A la edad de trece años, Crisitán Mauricio sucedió a su padre a su muerte el 20 de octubre de 1694. Durante su minoría de edad, el Elector Federico Augusto I de Sajonia tomó el control de la administración del ducado como regente. No obstante, la custodia del joven duque fue principalmente responsabilidad de su madre, la duquesa viuda Edmunda Dorotea, quien también tomó interés en el gobierno del ducado.
El nuevo duque murió de viruela después de un reinado de solo veinticinco días y fue sucedido por su hermano menor Mauricio Guillermo.